# Wilschana
Wilschana (ukrainisch Вільшана) ist eine Siedlung städtischen Typs in der ukrainischen Oblast Tscherkassy mit etwa 2800 Einwohnern (2024).

Denkmal im Ort

Die 1598 erstmals erwähnte Siedlung erstreckt sich entlang der Territorialstraße T–24–08 und liegt 83 km südwestlich vom Oblastzentrum Tscherkassy und 25 km südwestlich vom ehemaligen Rajonzentrum Horodyschtsche. 1965 erhielt die Ortschaft den Status einer Siedlung städtischen Typs. Durch Wilschana fließt die Wilschanka, ein 100 km langer, rechter Nebenfluss des Dnepr.
Im August 1941 ordneten die deutschen Besatzer ein Zwangsghetto für die jüdische Bevölkerung an. Im Oktober wurden 100 männliche Juden ermordet, im Mai 1942 wurden die verbliebenen Juden in das Ghetto von Swenyhorodka deportiert.

## Verwaltungsgliederung
Am 8. August 2018 wurde die Siedlung zum Zentrum der neugegründeten Siedlungsgemeinde Wilschana (ukrainisch Вільшанська селищна громада/Wilschanska selyschtschna hromada), zu dieser zählen auch die 6 in der untenstehenden Tabelle aufgelisteten Dörfer sowie die 7 Ansiedlungen Chrestiwka, Iltschenkowe, Klytschkowe, Kudyniwka, Morhunowe Sahajdatschne und Trychutoriwka, bis dahin bildete sie zusammen mit dem Dorf den Ansiedlungen Chrestiwka und Sahajdatschne die gleichnamige Siedlungsratsgemeinde Wilschana (Вільшанська селищна рада/Wilschanska selyschtschna rada) im Westen des Rajons Horodyschtsche.
Am 12. Juni 2020 kamen noch die 2 Dörfer Selena Dibrowa und Towsta sowie die Ansiedlung Stadnyzja zum Gemeindegebiet.
Am 17. Juli 2020 kam es im Zuge einer großen Rajonsreform zum Anschluss des Rajonsgebietes an den Rajon Swenyhorodka.
Folgende Orte sind neben dem Hauptort Wilschana Teil der Gemeinde:
| Name                               | Name                   | Name                                             |
| ukrainisch transkribiert           | ukrainisch             | russisch                                         |
| ---------------------------------- | ---------------------- | ------------------------------------------------ |
| Chrestiwka (bis 2016 Nesamoschnyk) | Хрестівка (Незаможник) | Хрестовка (Chrestowka)/Незаможник (Nesamoschnik) |
| Dmytrowe                           | Дмитрове               | Дмитрово (Dmitrowo)                              |
| Iltschenkowe                       | Ільченкове             | Ильченково (Iltschenkowo)                        |
| Klytschkowe                        | Кличкове               | Клычково (Klytschkowo)                           |
| Kudyniwka                          | Кудинівка              | Кудиновка (Kudinowka)                            |
| Morhunowe                          | Моргунове              | Моргуново (Morgunowo)                            |
| Petryky                            | Петрики                | Петрики (Petriki)                                |
| Sahajdatschne                      | Сагайдачне             | Сагайдачное (Sagaidatschnoje)                    |
| Sehedynzi                          | Сегединці              | Сегединцы (Segedinzy)                            |
| Selena Dibrowa                     | Зелена Діброва         | Зелёная Диброва (Seljonaja Dibrowa)              |
| Stadnyzja                          | Стадниця               | Стадница (Stadniza)                              |
| Towsta                             | Товста                 | Толстая (Tolstaja)                               |
| Trychutoriwka                      | Трихуторівка           | Трихуторовка (Trichutorowka)                     |
| Werbiwka                           | Вербівка               | Вербовка (Werbowka)                              |
| Wjasiwok                           | В’язівок               | Вязовок (Wjasowok)                               |
| Woroniwka                          | Воронівка              | Вороновка (Woronowka)                            |

## Söhne und Töchter der Ortschaft
- Jan Stanisławski (1860–1907), Maler